# NGC 6634
NGC 6634 este o galaxie situată în constelația Scorpionul. A fost descoperită în 1751 de către Nicolas Louis de Lacaille.